# Ovanes Arutjunjan
Ovanes Arutjunjan (* 15. října 1960) je bývalý sovětský, arménský a běloruský zápasník – klasik.

## Sportovní kariéra
Zápasení se věnoval od 6 let. Později v arménském Gjumri (v té době Leninakanu) se specializoval na řecko-římský styl pod vedením Juri Karapetjana. V 18 let šel studovat na vysokovou školu do Minsku, kde pokračoval ve sportovní kariéře v klubu Trud pod vedením Alexandra Šelega. V sovětské reprezentaci se prosazoval po roce 1984 ve váze do 57 kg. V roce 1988 prohrál nominaci na olympijské hry v Soulu s Alexandrem Šestakovem. Sportovní kariéru ukončil v roce 1990. Žije s rodinou v běloruském Minsku a věnuje se trenérské práci.

## Výsledky
| Turnaj             | 1984 | 1985 | 1986 | 1987 | 1988 |
| Turnaj             | 24   | 25   | 26   | 27   | 28   |
| Turnaj             | -57  | -57  | -57  | -57  | -57  |
| ------------------ | ---- | ---- | ---- | ---- | ---- |
| Olympijské hry     | —    |      |      |      | —    |
| Mistrovství světa  |      | 2.   | —    | —    |      |
| Mistrovství Evropy | —    | 1.   | —    | —    | —    |